# رحیم دست‌نشان
رحیم دست‌نشان (۲۸ مرداد ۱۳۲۹ در قائم‌شهر) بازیکن سابق و مربی فوتبال اهل ایران است. او موفق‌ترین مربی تاریخ باشگاه فوتبال نساجی مازندران است. حفظ و متحد کردن باشگاه نساجی مازندران در سال ۱۳۶۲، از خدمات او برای باشگاه بود، ازاین‌رو او را پدر نساجی می‌دانند.

## زندگی شخصی
رحیم دست‌نشان متولد ۲۸ مرداد ۱۳۲۹ در سیدمحله قائمشهر می‌باشد. او برادر بزرگتر نادر دست‌نشان می‌باشد. وی در سن ۲۷ سالگی ازدواج می‌کند و حاصل این ازدواج سه فرزند که دو پسر و یک دختر هستند می‌باشند که رضا پسر ارشد و رامبد پسر دوم وی می‌باشد.

## زندگی ورزشی
منزل پدری وی نزدیک به ورزشگاه شهید وطنی بود، در پشت این ورزشگاه باغی بنام باغ فدایی وجود داشت که وی در آنجا فوتبال بازی می‌کند، سپس از نساجی شروع می‌کند و به منتخب مازندران می‌رود. او سابقه کاپیتانی نساجی را نیز دارد.

## دوران مربیگری
رحیم دست‌نشان در سن ۲۷ سالگی، به مربیگری روی آورد. ابتدا مربی جوانان نساجی می‌شود، سپس به بانک تهران می‌رود و در آنجا بازی نیز می‌کند و بعد از آن مربی بانک ملت می‌شود و سرانجام در سال ۱۳۶۲ سرمربی نساجی می‌شود و نتایج مطلوبی را کسب می‌کند.
دست‌نشان در دوران ابتدایی و دوازده ساله مربیگری خود بهترین روزهای نساجی را در لیگ قدس و جام آزادگان رقم زد و از تیم‌های خوب این رقابت‌ها بوده‌است. وی رکورددار بیشترین مدت و بیشترین تعداد دفعات مربیگری نیز هست. او در ۴ دورهٔ زمانی مختلف از ۱۳۶۲ (نخستین سال مربیگری) تا ۱۳۸۸ (آخرین سال مربیگری) جمعاً حدود ۱۴ سال مربی نساجی بوده‌است.
دست‌نشان سرمربی تیم منتخب مازندران هم بود. در سال ۱۳۶۴ تیم منتخب مازندران با هدایت رحیم دست‌نشان و محمود سورتیجی بعد از تیم‌های تهران الف و تهران ب، عنوان سومی جام قدس را کسب کرد. به همین مناسبت در سال ۱۳۶۴ تیم منتخب مازندران به عنوان نمایندهٔ ایران به جام قائد اعظم پاکستان اعزام شد و در حالی که تیم‌های منتخب چین، پاکستان و بنگلادش نیز در مسابقات حضور داشتند به مقام قهرمانی جام قائد اعظم رسید و نادر دست‌نشان، آقای گل مسابقات شد.